# 麻島昭一
麻島 昭一（あさじま しょういち、1931年3月11日 - ）は、日本の経営学者。専門は近代日本経営史、金融史。専修大学名誉教授。経済学博士（東京大学、1972年）。東京府（現東京都）出身。

## 略歴
- 1953年：東京大学経済学部卒業、住友信託銀行入行、主として調査畑を歩む
- 1972年：経済学博士（東京大学）
- 1973年：同行50年史編纂開始（編纂委員長）
- 1977年：同行東京調査部長を最後に退職。専修大学経営学部教授就任
- 2001年：同大学退職、名誉教授となる。

## 著書

### 単著
- 『日本信託業発展史』（有斐閣、1969年）
- 『日本信託業立法史の研究　日本金融立法史の一環として』（金融財政事情研究会、1980年）
- 『戦間期住友財閥経営史』（東京大学出版会、1983年）
- 『三菱財閥の金融構造』（御茶の水書房、1986年）
- 『本邦生保資金運用史』（日本経済評論社、1991年）
- 『戦前期信託会社の諸業務　金銭信託以外の諸信託の実証的研究』（日本経済評論社、1995年）
- 『本邦信託会社の史的研究　大都市における信託会社の事例分析』（日本経済評論社、2001年）
- 『戦前期三井物産の機械取引』（日本経済評論社、2001年）
- 『戦前期中小信託会社の実証的研究　大阪所在の虎屋信託会社の事例』（専修大学出版局、2005年）
- 『戦前期三井物産の財務』（日本経済評論社、2005年）
- 『企業再建整備期の昭和電工』（学術出版会、2006年）

### 編集
- 『本邦信託文献総目録 戦前の部』（信託協会、1974年）
- 『本邦信託文献総目録 戦後の部』（信託協会、1979年）

### 編著
- 『財閥金融構造の比較研究』（御茶の水書房、1987年）
- 『日本信託業証言集』上・下巻（専修大学出版局、2008年）

### 共著
- （大塩武）『昭和電工成立史の研究』（日本経済評論社、1997年）

## 刊行史料
- （渋谷隆一）『近代日本金融史文献資料集成』全42巻（日本図書センター、2002年-2005年）